# Galdieria sulphuraria

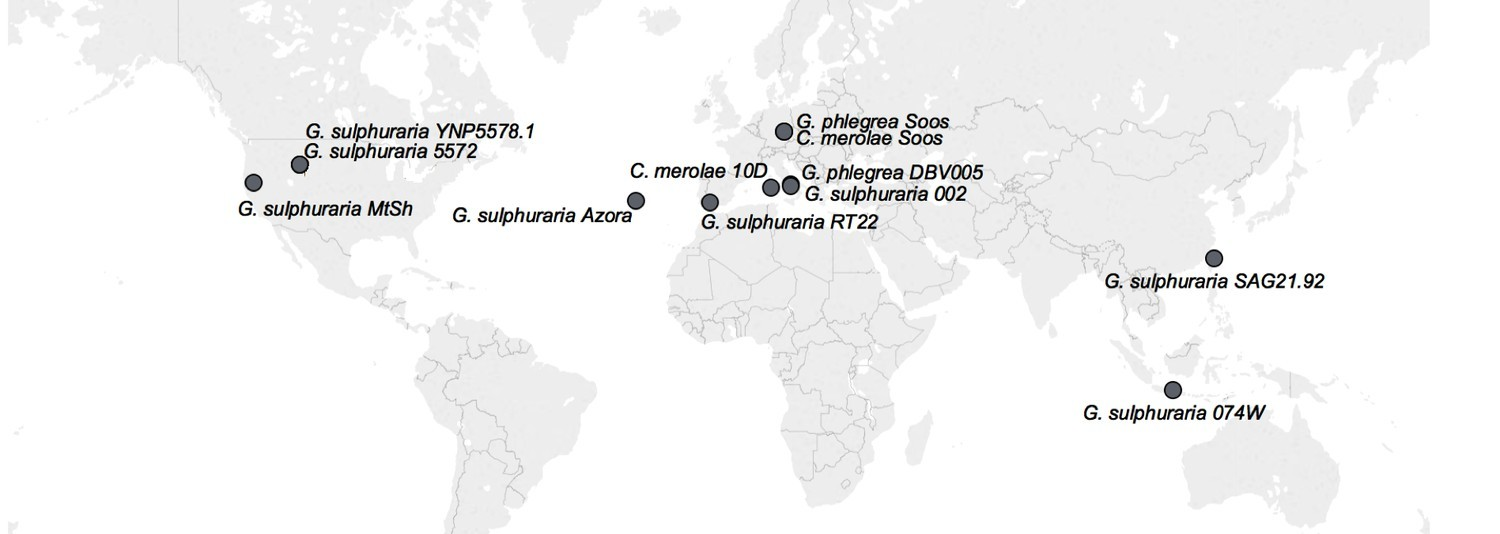
Verbreitung einiger Stämme der Klasse Cyanidiophyceae, insbas. von G. sulphuraria.
G. sulphuraria 074W ist aktuell G. javensis 074W.

Galdieria sulphuraria ist eine Art (Spezies) extremophiler einzelliger Rotalgen. Sie ist die Typusart der Gattung Galdieria in der Klasse Cyanidiophyceae und zeichnet sich aus durch eine große Zahl an Stoffwechselwegen, darunter Photosynthese, aber auch heterotrophes Wachstum auf über 50 verschiedenen extrazellulären Kohlenstoffquellen.
G. sulphuraria gehört zu den acidophilsten (säureverträglichsten) bekannten photosynthetischen Organismen; mit den für Eukaryoten extremsten Wachstumsbedingungen (pH-Werte zwischen 0 und 4 und Temperaturen bis zu 56 °C). Die Analyse des Genoms von G. sulphuraria (bzw. der von dieser Art 2023 abgetrennten Spezies G. javensis) deutet darauf hin, dass diese thermoazidophilen Anpassungen auf einen vielfachen horizontalen Gentransfer von Archaeen und Bakterien zurückzuführen sind, eine weitere Seltenheit unter den Eukaryoten.
Die Zellen von G. sulphuraria sind annähernd kugelförmig und erscheinen gelb- bis dunkelgrün, wenn sie heterotroph in Flüssigkultur wachsen, und sind auch in ihrer natürlichen Umgebung oft gelb bis grün. Die Spezies ist sporenbildend.

## Forschungsgeschichte
Die ersten veröffentlichten Beschreibungen von hitze- und säureliebenden (thermoacidophilen) einzelligen Algen (Mikroalgen) stammen aus der Mitte des 19. Jahrhunderts. Die früheste Beschreibung eines Organismus, der der heutigen Spezies G. sulphuraria entspricht, wurde 1899 von einem italienischen Wissenschaftler, Agostino Galdieri, veröffentlicht, der ihr den Namen Pleurococcus sulphurarius gab.
Die Taxonomie der thermoacidophilen Algen wurde 1981 vom italienischen Botaniker Aldo Merola überarbeitet, wobei er die Gattung Galdieria einführte und den bisher Pleurococcus sulphurarius genannten Organismus als Typusart dieser Gattung festlegte und ihm seine moderne Bezeichnung G. sulphuraria gab.

## Stämme

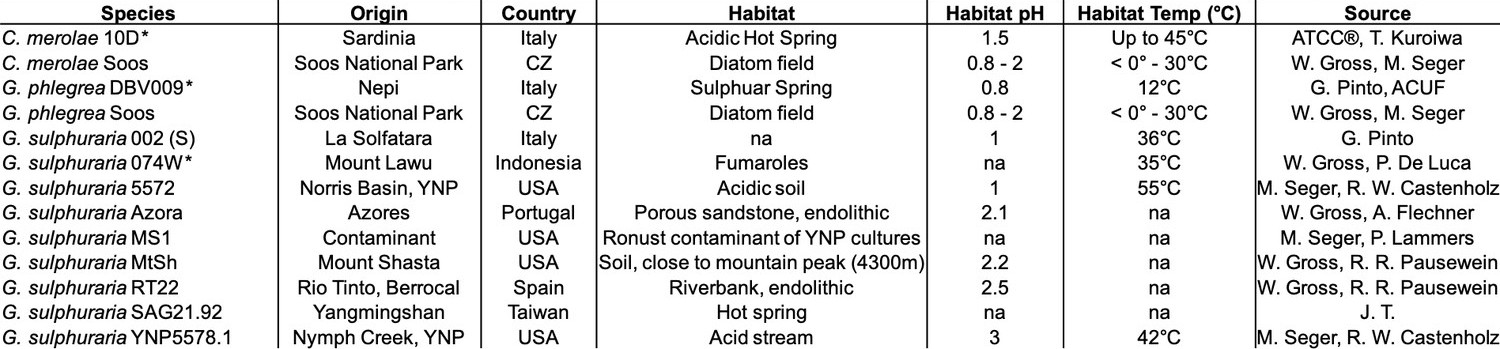
Habitate und Eigenschaften einiger Stämme von G. sulphuraria und anderer Spezies der Gattungen Galdieria und Cyanidium (beide Cyanidiophyceae).
Anm.: G. sulphuraria 074W ist aktuell G. javensis 074W.

Gattung: Galdieria Merola, 1982
- Galdieria sulphuraria, LM-AufnahmeSpezies: Galdieria sulphuraria (Galdieri) Merola et al., 1981/1982

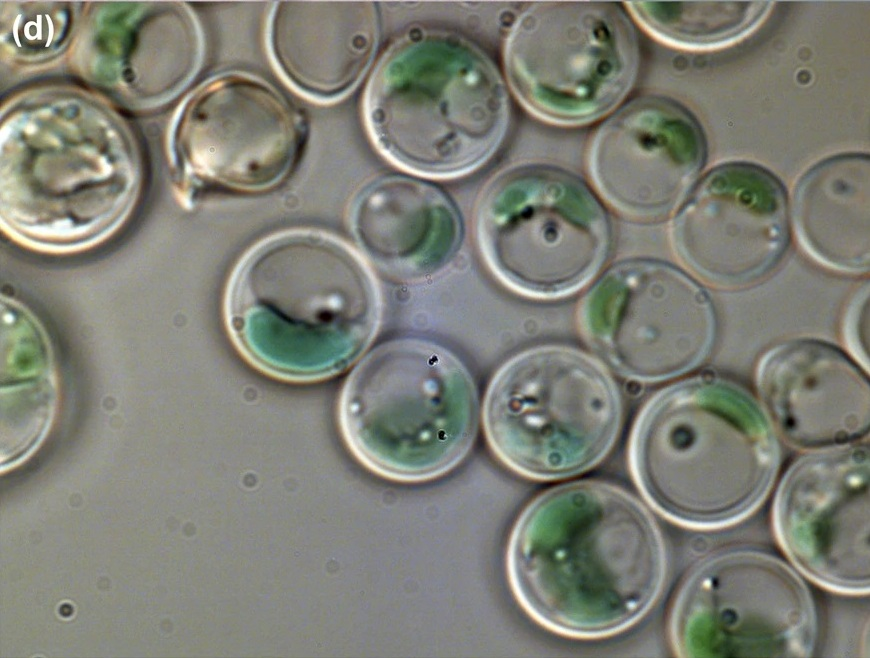
Galdieria sulphuraria, LM-Aufnahme

[Pleurococcus sulphuraria Galdieri, 1899, Cyanidium sulphuraria (Galdieri) F.D. Ott, 1994] (Akronym: Gsulp[16])
– zu dieser Spezies gehören die Organismen mit den früheren Bezeichnungen Cyanidium caldarium (Allen), Cyanidium caldarium M-8 und Cyanidium caldarium Forma B.[6]
  - Stamm: SAG 17.91 (kurz: 17.91)
– Referenzstamm[17][4]
  - Stamm: SAG 21.92 (kurz 21.92)[2]
– Fundort: Yangmingshan-Nationalpark, Nord-Taiwan[4]
  - Stamm: SAG 107.79 (kurz: 107.79)[2]
– Fundort: Sonoma, Kalifornien, USA (1959)[18][19]
  - Stamm SAG 108.79 (kurz: 108.79) mit SAG 108.79 E11 (kurz: 108.79 E11)[A. 1][2]
– haploid[21]
  - Stamm: 074G
– Fundort: Gunung/Mount Lawu, Zentral-Java, Indonesien (?–1995)[22][23][21]
  - Stamm: CCMEE 5572 (kurz: 5572; Spezies?)
– Fundort: Norris Basin, Yellowstone-Nationalpark, USA[24] (2005)[25]
  - Stamm: CCMEE 5587.1 (kurz 5587.1)[26][21][27][28]
  - Stamm: ACUF427[29]
  - Stamm: YNP5578.1 alias CCME 5587.1[30][31]
– Fundort: Nymph Creek,[A. 2][4] (?–2008).[35]
  - Stamm: MtSh
– Fundort: Mount Shasta, Kalifornien, USA[4]
  - Stamm: Azora
– Fundort: Azoren, Portugal[4]
  - Stamm: RT22
– Fundort: Río Tinto, Spanien[4]
  - Stamm: ISG
– Fundort: Skálafell, Island[A. 3][36][37]
  - Stamm: UTEX 2919[38]
  - Stamm: 002 (S) (alias: 002, kurz: 2)[39]
– Fundort: Pisciarelli,[A. 4] am Solfatara-Krater,[4] Campi Flegrei, Pozzuoli, Italien (1995)[16]
  - Stamm: NIES-250[2]
  - Stamm: NIES-550[40]
– haploid[21]
  - Stamm: NIES-3892[2]

Aufgrund der großen Anpassungsfähigkeit von G. sulphuraria an verschiedene Umweltbedingungen ist es (ohne Gensequenzierung) schwierig bis unmöglich, einzelne Stämme der Gattung dieser Spezies oder etwa der Spezies G. maxima, zuzuordnen. Im Februar 2023 veröffentlichten Park et al. eine Neuordnung der Cyanidiophyceae, in der sie einige Stämme, die bisher der Art G. sulphuraria zugerechnet wurden, nun in eigene, neue Arten der Gattung stellten, ein weiterer Stamm wurde vom National Institute for Environmental Studies (Japan) provisorisch ausgegliedert:
- Stamm: SAG 108.79 E11 (kurz: 108.79 E11)
– früher Cyanidium caldarium
– Fundort: Namenlose sauer-heiße Quelle (pH 3–4) am West Thumb (Yellowstone Lake), USA (2017)
⇒ Galdieria yellowstonensis H.S.Yoon, S.I.Park, & T.McDermott, 2023 inkl. Galdieria sp. SPark-2023a
- Stamm: 074W alias NIES-3638
– Fundort: Gunung/Mount Lawu, Zentral-Java, Indonesien (?–1995).
⇒ Galdieria javensis H.S.Yoon, S.I.Park, & T.McDermott, 2023
- Stamm: NIES-250 alias IAM M-8 oder Tsubo 53
⇒ Galdieria sp. NIES-250

## Beschreibung

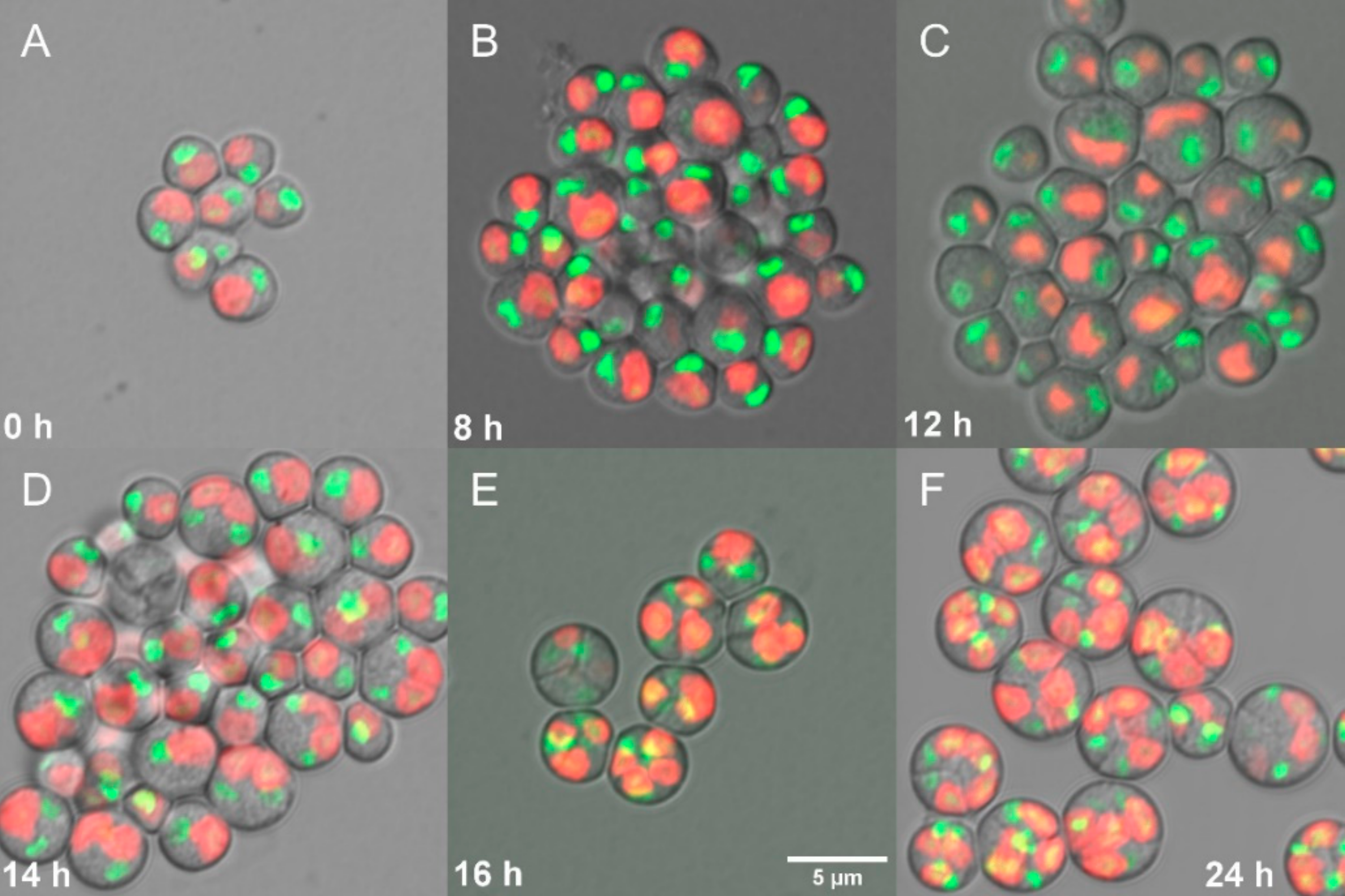
Fluoreszenzmikroskopie einer „synchronisierten“ Kultur von G. sulphuraria Stamm 002 nach unterschiedlichen Zeiten.

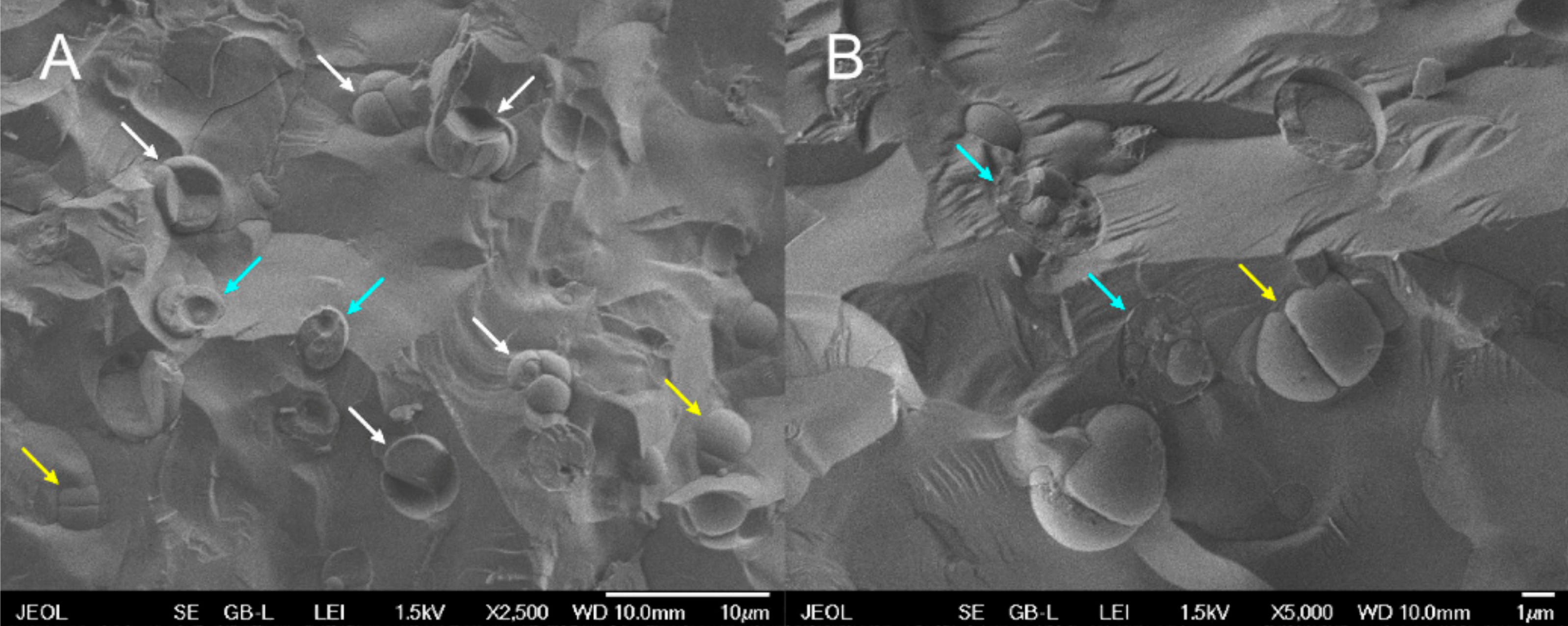
Kryo-EM-Aufnahmen einer „asynchronen“ Kultur von G. sulphuraria Stamm 002: sich in zwei (gelbe Pfeile) bzw. vier (weiße Pfeile) Tochterzellen teilende Mutterzellen und einzelne Tochterzellen (cyanfarbene Pfeile).

Die Größe der Zellen von G. sulphuraria beträgt 3-9 μm. Sie besitzen eine stark proteinhaltige Zellwand, einen einzelnen Chloroplast (genauer: Rhodoplast) mit Chlorophyll a, Phycocyanin und Allophycocyanin, sowie ein einzelnes Mitochondrium und mehrere Peroxisomen; Floridastärke außerhalb des Chloroplasten (s. u.).
Tischendorf et al. beobachteten 2007 im Stamm 107.79 unter autotrophen Bedingungen (mit Licht) einen dominanten Chloroplasten, der den größten Teil des Zellvolumens einnimmt, während unter heterotrophen Bedingungen (ohne Licht) in den Zellen sehr kleine, gelbe bis farblose plastidenartige Organellen („Proplastiden“) zu sehen waren. Im heterotrophen Stadium hatten die Zellen nicht nur den Photosyntheseapparat ihrer Chloroplasten verloren, sondern zeigen überhaupt ein extrem reduziertes Enzymreportoire in ihren Plastiden-Organellen.

## Stoffwechsel

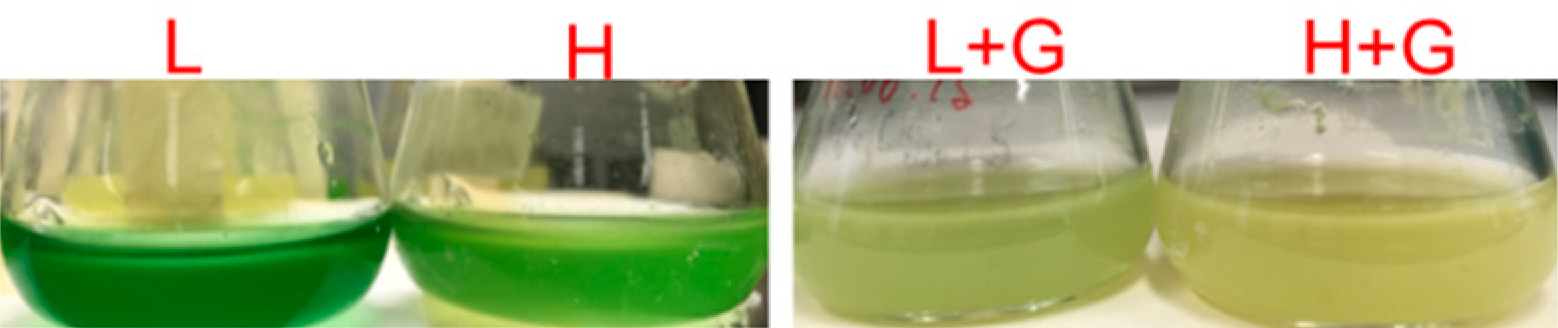
Bilder von Flüssigkulturen von G. sulphuraria Stamm UTEX 2919 bei niedriger Lichtintensität ohne (L), und mit (L+G) Glukose, sowie hoher Lichtintensität ohne (H) und mit (H+G) Glukose.

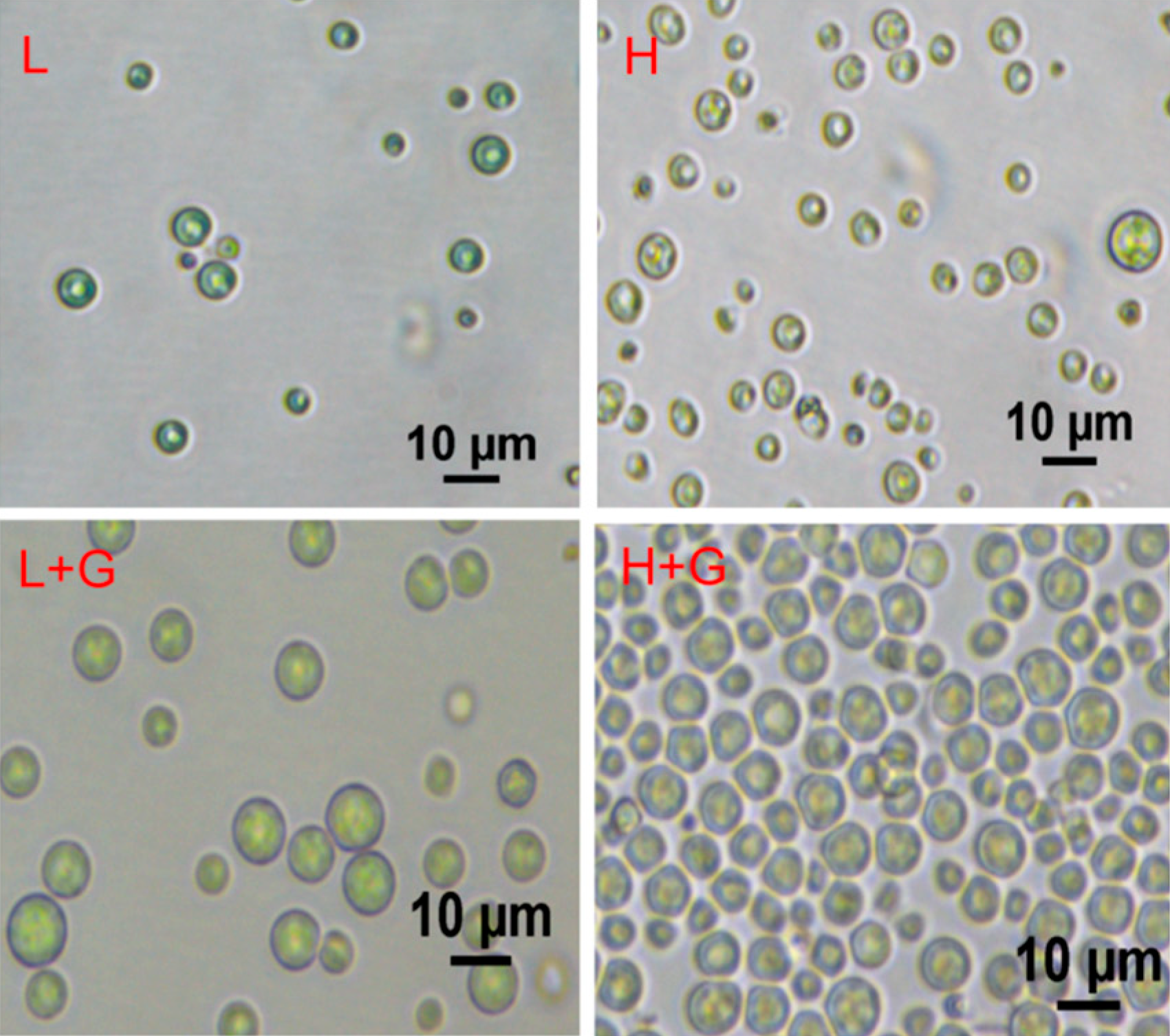
Lichtmikroskopische Aufnahmen: Zellen von G. sulphuraria Stamm UTEX 2919 unter verschiedenen Bedingungen (Bezeichnungen wie zuvor).

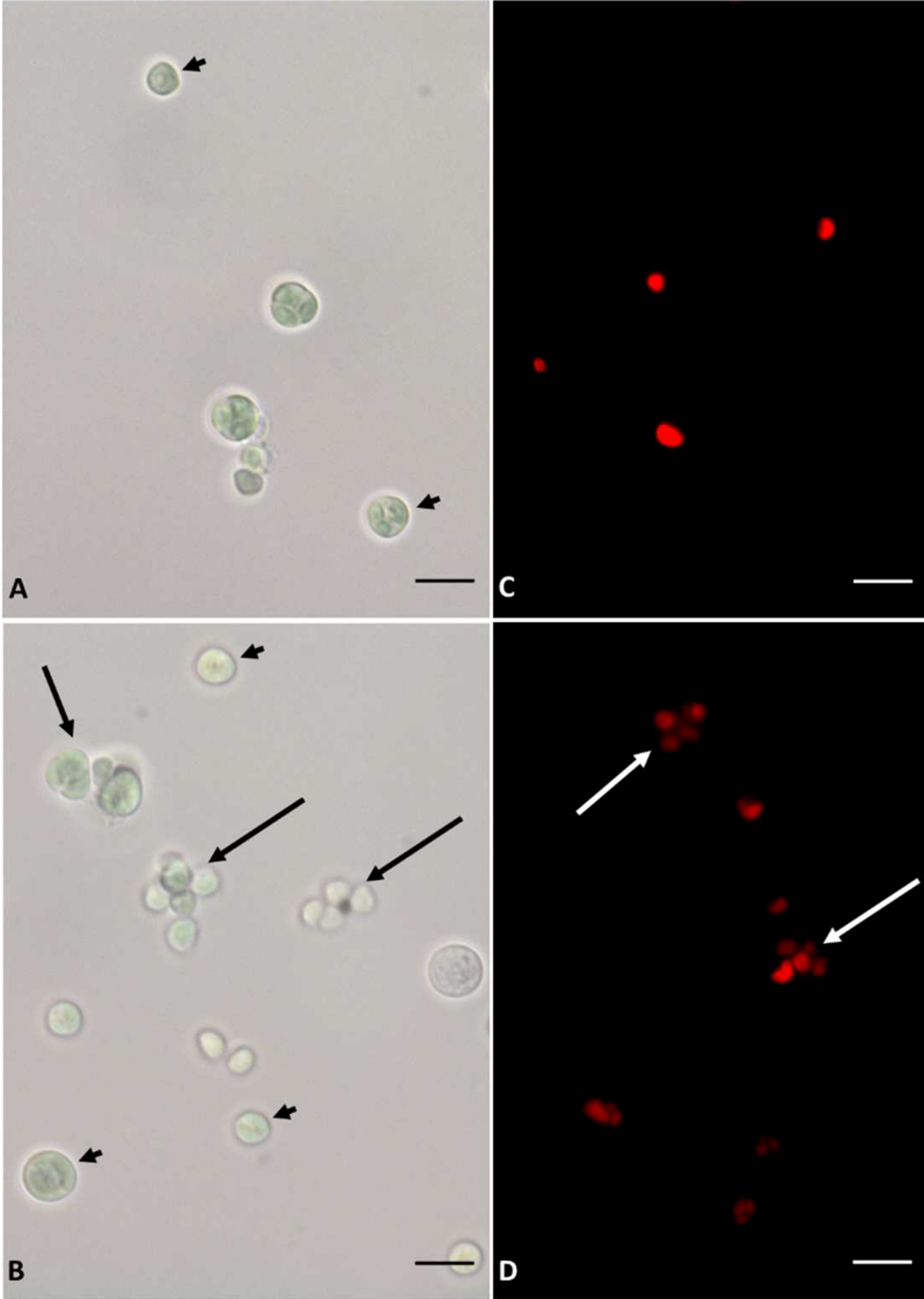
Bilder im Licht- (A,B) und Fluoreszenzmikroskop (C,D) von G. sulphuraria (Stamm 074G). (A,C) Kontroll-Kultur, (B,D) „hungernde“ Kultur unter Schwefel-Entzug, 7 Tage nach Beginn des Experiments. Balken jeweils % µm. In beiden untersuchten Proben gibt es runde Zellen (schwarzer Pfeil). In der schwefelarmen Probe gibt es außerdem zelluläre Aggregate (schwarzer langer Pfeil).

G. sulphuraria zeichnet sich durch seine extreme Stoffwechsel-Flexibilität aus: Die Spezies ist zur Photosynthese fähig, kann aber auch heterotroph auf einer Vielzahl von Kohlenstoffquellen wachsen, einschließlich verschiedener Kohlenhydrate.
Es wurden über 50 verschiedene solche das Wachstum fördernde Kohlenstoffquellen berichtet.
Sorgfältige Messungen seines Wachstumsverhaltens unter Laborbedingungen deuten darauf hin, dass es sich nicht um echte mixotrophe handelt, die beide Energiequellen gleichzeitig nutzen können. Stattdessen stellen sich diese Organismen auf die Umweltbedingungen ein, die sie gerade vorfinden.
Nachdem sie längere Zeit extrazellulären Kohlenstoffquellen ausgesetzt sind, regeln sie die Photosynthese herunter und bevorzugen heterotrophe Wachstumsbedingungen.
Die Analyse des Photosystem-I-Komplexes, einer Schlüsselkomponente der Photosynthese, von G. sulphuraria deutet darauf hin, dass dieser zwischen den homologen Komplexen in Cyanobakterien und Pflanzen liegt.
Anders als die meisten Rotalgen, die Semi-Amylopektin (englisch floridean starch) als Speicherglucan verwenden, nutzt G. sulphuraria eine höchst ungewöhnliche Form von Glykogen: Dieses gehört zu den am stärksten verzweigten Glykogenen, weist sehr kurze Verzweigungslängen auf und bildet Partikel mit ungewöhnlich geringem Molekulargewicht. Man nimmt an, dass es sich bei diesen Eigenschaften um Anpassungen des Stoffwechsels an extreme Umweltbedingungen handelt, der genaue Mechanismus ist allerdings noch unklar (Stand 2016).

## Habitat und Ökologie
G. sulphuraria ist – ungewöhnlich für einen Eukaryoten – thermoacidophil, d. h. diese Mikroben können sowohl bei hohen Temperaturen als auch bei niedrigen pH-Werten wachsen: Dieser Organismus gedeiht gut in einem pH-Bereich von 0-4 und bei Temperaturen bis zu 56 °C. Letzteres liegt nahe an den ca. 60 °C, die als wahrscheinliches Temperaturmaximum für eukaryontisches Leben gelten.
Außerdem ist die Spezies sehr tolerant gegenüber hohen Salzkonzentrationen (halophil) und toxischen Metallen. Man findet sie in natürlich sauren heißen Quellen, in solfatarischen Umgebungen und in verschmutzten Umgebungen.
Sie kommt auch in endolithischen Ökosystemen (d. h. im Inneren von Gesteinen) vor, wo das Licht (in günstigsten Fall) knapp ist und ihre heterotrophen Stoffwechselkapazitäten besonders wichtig sind.
Labortests deuten darauf hin, dass sie in der Lage ist, ihre Umgebung aktiv zu versauern.
Ähnliches gilt für den 2023 durch Park et al. von dieser Spezies abgetrennten Stamm 074W (jetzt C. javensis), der bereits 2013 von Schönknecht et al. untersucht wurde.
In derartigen Lebensräumen, insbesondere mit hohen Konzentrationen von Arsen, Aluminium, Kadmium, Quecksilber und anderen toxischen Metallen kann G. sulphuraria bzw. G. javensis häufig bis zu 90 % der Gesamtbiomasse und fast die gesamte eukaryotische Biomasse ausmachen.
Die Spezies hat als Kosmopolit in diesen extremen Ökosystemen eine weltweite Verbreitung, sie wurde beispielsweise in schwefelhaltigen heißen Quellen in Italien, Russland, dem Yellowstone-Nationalpark (USA) und auf Island (Skálafell/nahe Reykjavik) gefunden.

## Genom und Proteom
G. sulphuraria hat zwei Chromosomen (nach anderen Angaben sind es über 40) mit 9,8-13,7 Mbp (Megabasenpaaren), die zu den kleinsten unter den phototrophen Eukaryoten gehören, und einen G+C-Gehalt von circa 37 % (je nach Stamm etwas unterschiedlich).
Phylogenetische und genomische Analysen des Stamms 074W durch Gerald Schönknecht et al. (2013) ergaben im Genom stark kondensierte Protein-kodierende Regionen.
Man fand 75 einzelne Hinweise auf einen umfangreichen horizontalen Gentransfer (HGT) aus thermoacidophilen Archaeen und Bakterien.
Es wird vermutet, dass mindestens 5 % des Proteoms auf derartigen HGT zurückzuführen sind. Die Anpassungsfähigkeit von G. sulphuraria an eine Vielzahl extremer Lebensräume erklärt sich aus dem Erwerb und der anschließenden Anpassung einer Vielzahl von Genen, zu denen Gene für hitzetolerante ATPasen von Archaeen, halophile Natrium-Protonen-Antiporter (engl. sodium-proton antiporters) von Bakterien, sowie thermoacidophile Proteine, um ggf. mit Arsen- und Quecksilberkonzentrationen zurechtzukommen.
Neben diesen extremophilen Anpassungen helfen von Pilzen stammende Stoffwechsel-Transportproteine, eine Vielzahl ungewöhnlicher Kohlenstoffquellen nutzen zu können.
Ein so umfangreicher HGT ist für Eukaryoten höchst ungewöhnlich; und es gibt überhaupt nur relativ wenige gut belegte Beispiele für HGT von Prokaryoten (Bakterien und Archaeen) auf Eukaryoten (Stand 2013). Insbesondere die vielen Transportproteine des Stoffwechsels unterscheiden G. sulphuraria genetisch sogar von eng verwandten Arten.
Man nimmt an, dass sich die Abstammungslinien von G. sulphuraria (Familie Galdieriaceae) und der nahe verwandten Art Cyanidioschyzon merolae (Familie Cyanidiaceae) vor etwa 1 Milliarde Jahren aufgespalten haben, was dem Abstand zwischen Taufliegen (mit Gattung Drosophila) und Mensch entspricht.
Das Genom der Mitochondrien (Mitogenom) von G. sulphuraria ist ebenfalls außergewöhnlich klein und weist einen sehr hohen GC-Gehalt auf, während das Genom seiner Plastiden (Plastom) eine normale Größe hat, aber eine ungewöhnliche Anzahl von Haarnadelstrukturen (Stem-Loop-Strukturen) enthält.
Man nimmt an, dass beide Eigenschaften Anpassungen an die polyextremophile Umgebung des Organismus sind.
Im Vergleich zu Cyanidioschyzon merolae, einer anderen (zellwandlosen) einzelligen thermoacidophilen und obligat photoautotrophen Rotalge aus der Familie Cyanidiaceae, enthält das Genom von G. sulphuraria eine große Anzahl von Genen, die mit dem Kohlenhydratstoffwechsel und dem membranübergreifenden Transport in Verbindung stehen.

## Symbiose und Co-Kultur

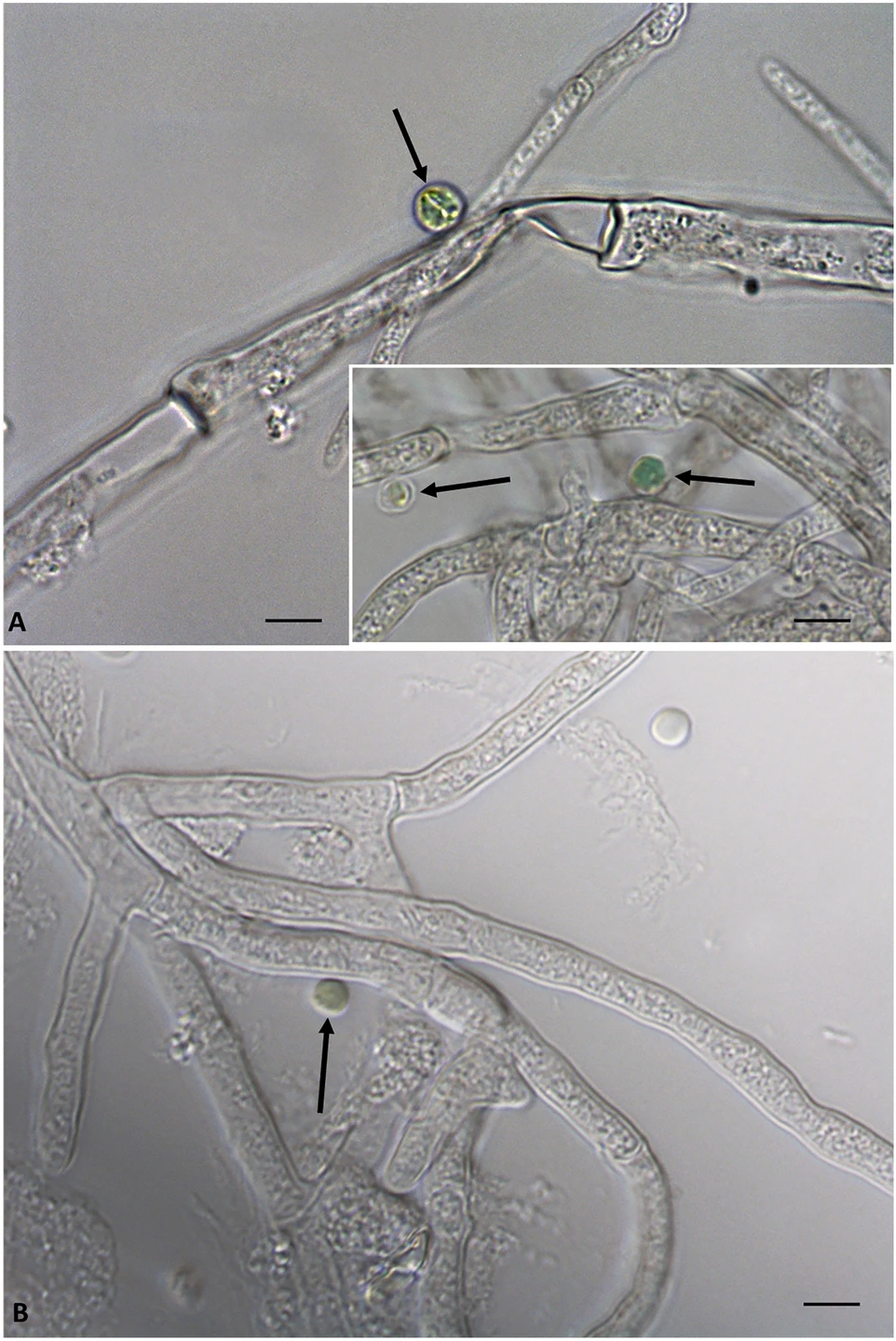
Beziehung zw. G. sulphuraria (Stamm 074G) dem Pinselschimmel Penicillum citrinum. (A) Die LM-Bilder zeigen die Interaktion zwischen Alge (Pfeile) und Pilz. (B) Bilder der PKM-Aufnahme von Assoziationen zwischen (Pfeil) Alge und Pilz. Balken jeweils 5 µm.

Maria M. Salvatore et al. veröffentlichten Anfang 2023 eine Studie, in der sie die gegenseitige Beeinflussung von G. sulphuraria und dem Pinselschimmel Penicillium citrinum untersuchten.
Prinzipiell können Verunreinigungen von Mikroalgenkulturen sowohl deren Produktivität (Quantität), als auch die Qualität der Biomasse und ihrer Bioprodukte verringern. Nachdem P. citrinum erstmals aus heterotrophen Kulturen von G. sulphuraria (Stamm 074G) isoliert und identifiziert werden konnte, hatte dieses Team die biologische und metabolische Bedeutung dieser Algen-Pilz-Assoziation untersucht.
Interessanterweise wachsen beide Organismen im selben Medium in gegenseitiger Anwesenheit besser als einzeln (Symbiose).
Zelldichte und -größe von G. sulphuraria nehmen bei gemeinschaftlicher Kultivierung im Vergleich zu reinen Algenkulturen zu. In Co-Kulturen nimmt auch die Menge von P. citrinum trotz sehr strenger Wachstumsbedingungen im Vergleich zu reinen Pilzkulturen zu. Die Lichtmikroskopie zeigte einen physischen Kontakt zwischen den Zellen von P. citrinum und G. sulphuraria, bei der jedoch die Morphologie und Zellwand intakt blieb.

## Anwendungen und Biotechnologie
Aufgrund der Fähigkeit, extreme Umgebungen zu tolerieren und unter einer Vielzahl von Bedingungen zu wachsen, wurde G. sulphuraria für ab etwa 2015 den Einsatz in Bioremediationsprojekten (Projekten zur biologischen Sanierung) zunehmend in Betracht gezogen.
Beispielsweise wurde untersucht, inwieweit sie Edelmetalle und Seltene Erden zurückgewinnen sowie Phosphor und Stickstoff aus verschiedenen Abfallarten und -quellen entfernen kann.
Darüber hinaus kann G. sulphuraria für die Produktion von Phycocyanin (PC) eingesetzt werden. Ein auf Glukose kultivierter Stamm G. sulphuraria 074G kann die 20 bis über 280-fache Menge an PC erzeugen wie das derzeit für die kommerzielle PC-Produktion verwendete Cyanobakterium  Arthrospira platensis („Spirulina platensis“). Ein weiterer Vorteil von G. sulphuraria ist, dass es PC aphotisch (ohne Licht) produziert werden kann, während Spirulina für die PC-Produktion Licht benötigt; ein Umstand, der eine potenzielle kommerzielle Produktion erleichtern kann.